# Шведино
Шве́дино — село в Петровском районе (городском округе) Ставропольского края Российской Федерации.

## Варианты названия
- Шведено,
- Шведина балка[2].

## География
Расположено в Предкавказье, на Прикалаусских высотах Ставропольской возвышенности, на правом притоке реки Калаус — Шведянке.
Расстояние до краевого центра: 82 км. Расстояние до районного центра: 9 км.

## История
Село основано 1825—1826 гг., как хутор, вероятно Тимофеем Шведенко из переселенцем из Харьковской губернии, позднее вошло в составе села Петровского.
В 1924 году в Шведино было образовано коневодческое товарищество «Первенец».
В 1924 году выделено в самостоятельную административную единицу в составе Петровского района — село Шведино, включившее в себя также хутор Кобылячий.
C 2004 года до 2017 года образовывало сельское поселение село Шведино как его единственный населённый пункт в составе Петровского муниципального района, преобразованного путём объединения всех упразднённых поселений в Петровский городской округ.

## Население
| 1897  | 1908  | 1925  | 1926  | 1989  | 2002  | 2010  |
| ----- | ----- | ----- | ----- | ----- | ----- | ----- |
| 1572  | ↗2464 | ↗2550 | ↗2593 | ↘2095 | ↗2158 | ↘2045 |
| 2011  | 2012  | 2013  | 2014  | 2015  | 2016  | 2017  |
| ↘2036 | ↘1893 | ↘1863 | ↘1787 | ↗1802 | ↘1765 | ↘1757 |
| 2023  |       |       |       |       |       |       |
| ↘1698 |       |       |       |       |       |       |

Национальный состав
По данным переписи 2002 года, 97 % населения — русские.
По итогам переписи населения 2010 года проживали следующие национальности (национальности менее 1 %, см. в сноске к строке "Другие"):
| Национальность | Численность | Процент |
| -------------- | ----------- | ------- |
| Русские        | 1930        | 94,38   |
| Армяне         | 47          | 2,30    |
| Цыгане         | 25          | 1,22    |
| Другие         | 43          | 2,10    |
| Итого          | 2045        | 100,00  |

## Инфраструктура
- Дом культуры[26]

## Образование
- Детский сад № 19 «Красная шапочка»[27]. Открыт 1 сентября 1965 года[28]
- Средняя общеобразовательная школа № 19[29]

## Экономика
СПК колхоз «Родина». Образован 22 сентября 1956 года

## Русская православная церковь
- В 1936 взорван православный храм
- Храм в честь святой великомученицы Екатерины. Центральный купол и крест освящены в ноябре 2012 года[31]. 25 апреля 2012 г. состоялась закладка и освящение фундамента новой церкви протоиереем Иоанном Лещиной. Церковь будет отстроена на месте взорванной в 1936 году.

## Люди, связанные с селом
- Зубенко Иван Михайлович (1936, село Шведино — 2009) — публицист, в течение почти 20 лет возглавлял краевой союз журналистов

## Памятники
- Обелиск партизанам гражданской войны, сооружён в ознаменование павшим борцам в боях за завоевания Октябрьской революции 1918—1921 гг. 1934 год[32]
- Обелиск солдатам советской армии, погибшим в ВОВ за независимость своей родины. 1946 год[33]
- Обелиск воинам-односельчанам, погибшим в годы гражданской и Великой Отечественной войн. 1971 год[34]

## Кладбище
Примерно в 500 м юго-западнее дома № 22/1 по улице Советской расположено общественное открытое кладбище площадью 90 тыс. м²

## Интересные факты
Каменный метеорит
24 марта 1857 года на хуторе Шведино упал каменный метеорит получивший название «Ставрополь».
Вот что об этом гласит история:
Ставропольский губернский суд сообщает следующее: крестьянин Максим Калашников из хутора Шведина села Петровского был занят домашними работами на дворе 5 часов пополудни 24 марта 1857 года. Небо было густо покрыто тучами, раздались сильные удары грома, сопровождаемые сильным ветром и дождём, внезапно раздался треск, похожий на выстрел из пушки, крестьянин увидел, как на расстоянии 35 сажен с неба стремительно упал камень. Кроме него никто не наблюдал этого явления ...
Стихийные бедствия
В ночь 22 на 23 июня 2010 года выпало рекордное количество осадков — 140 миллиметров, что соответствует 113 % месячной нормы. В результате была подтоплена часть села, уровень воды достигал полутора метров. В селе было объявлено чрезвычайное положение.

Молебное пение
Молебен перед началом жатвы стал традицией